# SOBR

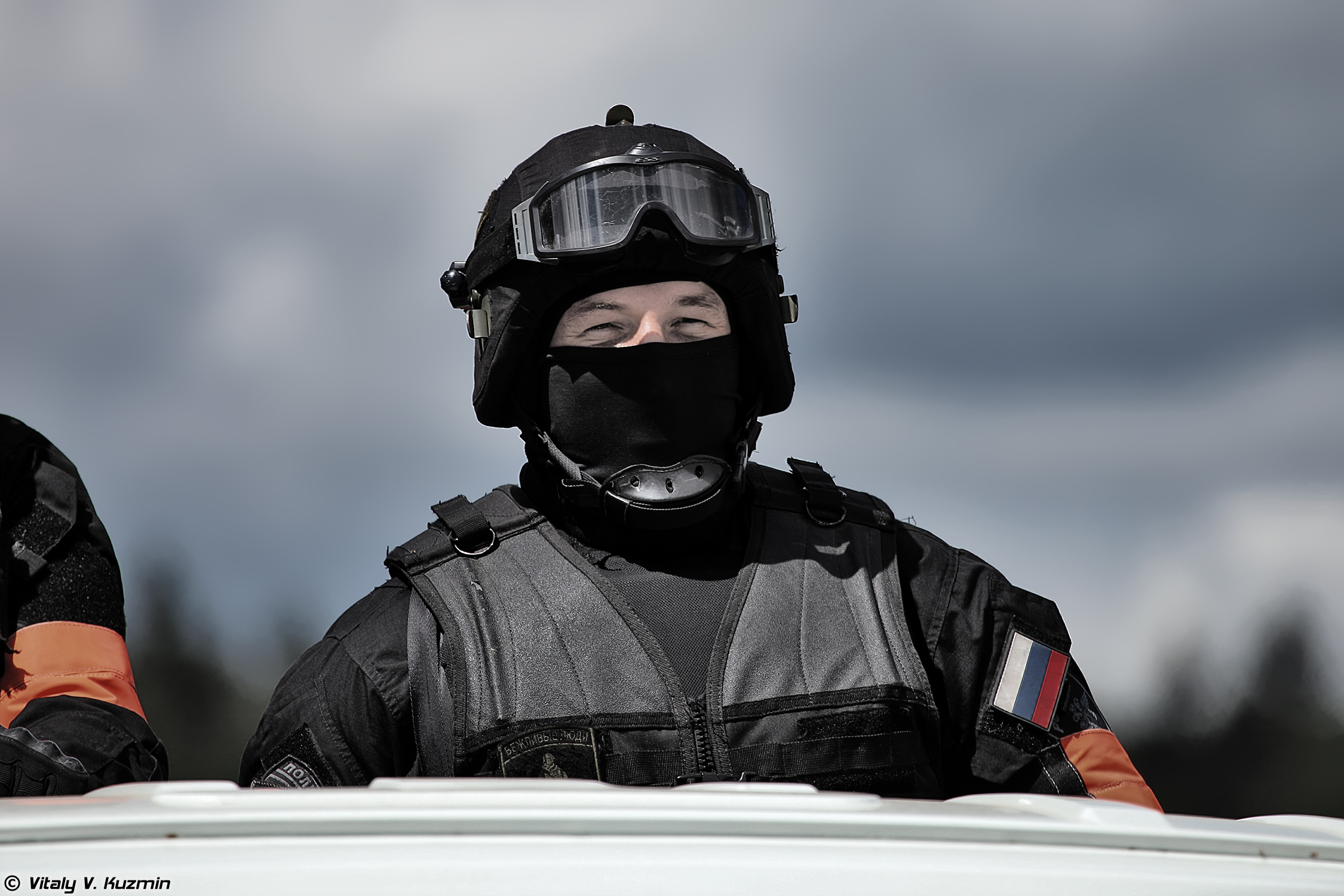
SOBR-Beamter

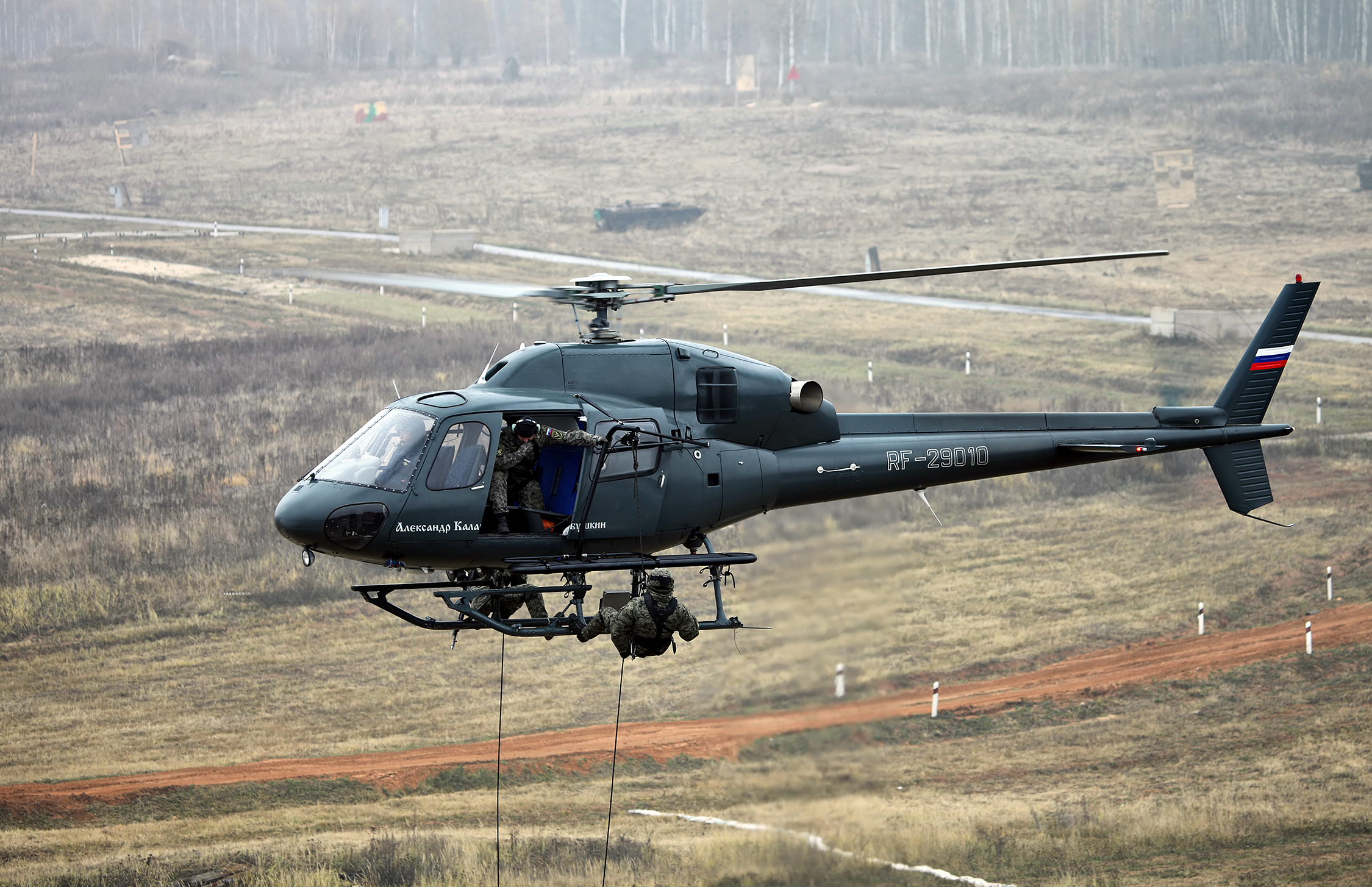
Übung der SOBR mit einem Hubschrauber vom Typ AS355 N Ecureuil 2

Die SOBR (russisch Специальные отряды быстрого реагирования, deutsch etwa Schnelle Spezialeingreiftruppe) ist ein Spezialeinsatzkommando der russischen Nationalgarde. Die Einheiten des Innenministeriums OMON und SOBR wurden 2016 in die neu geschaffene Nationalgarde eingegliedert.

## Aufgabe und Organisation
Kernaufgaben der Spezialeinheit SOBR (Spezialnyj Otrjad Bystrogo Reagirowania) ist die Unterstützung von Polizeidienststellen bei der Fahndung und Bekämpfung bestimmter Kriminalitätsformen wie Drogen- und Wirtschaftskriminalität, die Unterstützung bei gefährlichen Einsätzen wie Geiselnahmen, Amokläufen und Festnahmen von Gewalttätern, sowie der Schutz gefährdeter Zeugen, Opfer, Richter und Staatsanwälte. Auch fällt der Personenschutz für den Staatspräsidenten und den Ministerpräsidenten in die Zuständigkeit von SOBR.
Die Einheit hat verschiedene Gliederungen wie Scharfschützen, Taucher, Pioniere und andere Spezialisten.
SOBR-Einheiten existieren in jeder Region der Russischen Föderation. Darunter:
Oblast Kaliningrad: SOBR „Viking“
Oblast Nowgorod: SOBR „Rubin“
Oblast Moskau: SOBR „Bulat“ (auch „Damaststahl“ oder „Schwert aus Damaststahl“)
Sankt Petersburg: SOBR „Granit“
Tschetschenien: SOBR „Terek“
Krim: SOBR „Khalzan“

## Vorwurf von Folter und Hinrichtungen
Die EU wirft der tschetschenischen SOBR-Einheit Terek Folter und Hinrichtungen vor.